# Pyropyga minuta
Pyropyga minuta är en skalbaggsart som beskrevs av Leconte 1852. Pyropyga minuta ingår i släktet Pyropyga och familjen lysmaskar. Inga underarter finns listade i Catalogue of Life.